# Jodelle Ferland
Jodelle Micah Ferland (Nanaimo, 9 oktober 1994) is een Canadese actrice. Ze verwierf bekendheid met haar dubbelrol in de horrorfilm Silent Hill als Alessa Gillepsie en Sharon DaSilva. Verder bekende rollen van Ferland zijn Jeliza-Rose (in Tideland), Lilith Sullivan (in Case 39) en Bree Tanner (In The Twilight Saga: Eclipse).

## Biografie
Ferland werd geboren in Nanaimo in Brits-Columbia. Haar zus is eveneens actrice en haar broer is muzikant. Vanaf haar tweede was ze te zien in reclamespotjes. Twee jaar later maakte Ferland haar debuut in de televisiefilm Mermaid. Als jongste actrice in de geschiedenis van de Emmy Awards werd ze voor deze rol genomineerd voor een Daytime Emmy Award. Sindsdien speelde ze enkele gastrollen in televisieseries als Stargate Atlantis, Dark Angel, Stargate SG-1, Smallville en Supernatural.

## Prijzen
- 2001 - Young Artist Award voor haar rol in Mermaid

- Bibsys: 7031135
- Biblioteca Nacional de España: XX4940231
- Bibliothèque nationale de France: cb155499633 (data)
- Gemeinsame Normdatei: 1131294734
- International Standard Name Identifier: 0000 0001 1681 5907
- Library of Congress Control Number: no2007041626
- Nationale Bibliotheek van Tsjechië: xx0075877
- Nationale Bibliotheek van Israël: 987007423332705171
- Nederlandse Thesaurus van Auteursnamen: 29893986X
- Système universitaire de documentation: 129392936
- Virtual International Authority File: 85797085
- WorldCat: E39PBJgXfbk9fw4qB7GpGhy68C